# Порохова вежа
Порохова ве́жа — одна з небагатьох збережених до сьогодні пам'яток фортифікаційного будівництва у Львові, на вулиці Підвальній, 4 у сквері «На Валах».
За дослідженнями професора Миколи Бевза початок будівництва вежі — 1522 рік, завершення — 1537 рік, модернізація — у 1554—1556 роках.

## Призначення
З декількох десятків потужних львівських оборонних веж, брам і бастіонів до нашого часу збереглася лише одна — Порохова вежа. Вона входила до третьої лінії оборони міста. Її збудували з каміння старого Міського арсеналу. Це була найпотужніша вежа, бо з цього боку під мурами міста часто зʼявлялися загарбники зі Сходу. Товщина її мурів становить 2,5—3 м, довжина вежі 24 м, ширина 19,5 м. На першому ярусі вежі було 6 гарматних бійниць, на другому 9 бійниць. На жаль не зберігся третій ярус, який мав машикулі та на 1 м нависав над нижніми ярусами і мав 13 бійниць для гаківниць.
Вежа стоїть на оборонних земляних валах, які залишилися з давніх часів, а у XIX столітті на них облаштували парк, який назвали Губернаторськими валами, бо неподалік розмістилася резиденція австрійського намісника Галичини.
Порохова вежа входила до зовнішньої системи оборони середньовічного міста, що складалася з валів і розміщених на них башт. У мирний час служила для зберігання зерна. Вежа була зведена з неотесаного каменю, триярусна, підковоподібна в плані. Накрита гостроверхим дахом з черепиці.

## Реконструкція у 1950-х та реставрація у 1973  роках
1953 року Львівське відділення Спілки архітекторів України втратило приміщення на вулиці Міцкевича, 6 (нині Будинок вчених, вулиця Листопадового чину). Організації було запропоновано для своїх потреб реконструювати порохову вежу. На той час (1954) відділом у справах будівництва і архітектури Львівського облвиконкому вже було виконано нове дахове покриття на дерев'яних фермах. Проведено конкурс, на якому здобув перемогу проєкт реконструкції від групи архітекторів інституту «Теплоелектропроект» у складі Володимира Дорошенка, А. Діятяна, Миколи Юдкіна. Проєктно-кошторисну документацію виконано групою республіканського науково-реставраційного управління Держбуду УРСР під керівництвом Володимира Дорошенка. Під час реконструкції всередині було збудовано два рівні залізобетонних перекриттів на нових цегляних стінах та колонах, змонтовано сходові марші. Виконано сантехнічні, електротехнічні та оздоблювальні роботи. Будівлю електрифіковано, газифіковано, проведено воду від міського водопроводу на вулиці Винниченка, споруджено колектор до вулиці Підвальної. У цокольному поверсі влаштовано газову котельну. Над оформленням інтер'єрів працювали архітектори Ярослав Назаркевич, Ярослав Новаківський, Олег Радомський.
Під час реконструкції при вході до вежі встановлено дві скульптури левів з білого мармуру XIX століття, які відзначаються великою мистецькою вартістю. За поширеною версією, ці леви привезені медичною службою військової частини радянської армії з Австрії як трофей. Проте голова Археологічної комісії НТШ у Європі Микола Бандрівський наводить докази, що ці леви походять з гробниці-мавзолею німецького колоніста Міллера з цвинтаря села Зимна Вода, неподалік від Львова. Бандрівський наводить світлину 1940 року, на якій зображений мавзолей Міллера разом із левами. Цю ж фотографію з підписом, поданим нижче, було опубліковано в часописі «Річник Львівський» за 2006 рік.
…Наш львівський земляк Janusz Tysson будучи інженером, актором і хронографом польського театру, зумів з'ясувати, що ті леви походять із Зимної Води, а конкретно — з гробівця мабуть німецької родини Міллерів, з гробівця-мавзолею, який був розташований у місцевості під назвою «Міллерівка».
Бандрівський вважає, що «радянська влада, вдруге окупувавши Львів у 1944 році, заповзялася, з властивим їй вандалізмом, нищити усе те, що було пов'язане з релігією та ворожою ідеологією. Так сталося і з гробницею-мавзолеєм Міллерів у Зимній Воді, який (мабуть, не без допомоги радянських солдатів) було дощенту зруйновано, а двох кам'яних левів було перевезено до Львова».
Початково леви знаходились у подвір'ї військового шпиталю на вулиці Лисенка. 1958 року встановлені при вході до спортивного манежу ПрикВО, що на тодішній вулиці Транспортній, 1 (нинішня вул. Генерала Грекова). З ініціативи архітектора Андрія Шуляра та за домовленістю з Львівською кераміко-скульптурною фабрикою левів було виміняно на дві скульптури спортсменів, встановлених при манежі.
Урочисте відкриття Будинку архітектора відбулося 9 травня 1959 року. Дещо довше тривала реконструкція першого поверху для потреб кафе. Спілка архітекторів провела конкурс проєктів оформлення інтер'єрів, на якому переміг проєкт Володимира Дорошенка та Володимира Блюсюка. Декоративне керамічне панно виконане за дипломним проєктом студента Державного інституту прикладного і декоративного мистецтва В. Гітермана.
Через відсутність радянського ідеологічного спрямування у проєкті, дипломний керівник Гітермана, Яким Запаско, отримав зауваження від партійних органів. Проєкт було перероблено, однак надалі реалізовано саме перший варіант.
У 1973 році проведена реставрація — знята зовнішня штукатурка, розкриті бійниці, закладені пізні вікна.

## Вежа, як місце проведення громадських заходів
7 травня 1989 року в Пороховій вежі (Будинок архітектора) відбулася установча конференція Народного руху України за перебудову.
10 листопада 1989 року в Пороховій вежі відбулися установчі збори Львівського регіонального суспільно-культурного товариства «Надсяння».
З 2018 року Львівська спілка архітекторів переформатувала роботу свого «Будинку архітектора» під функцію культурно-мистецької інституції — Центр архітектури, дизайну та урбаністики «Порохова вежа».

## Світлини

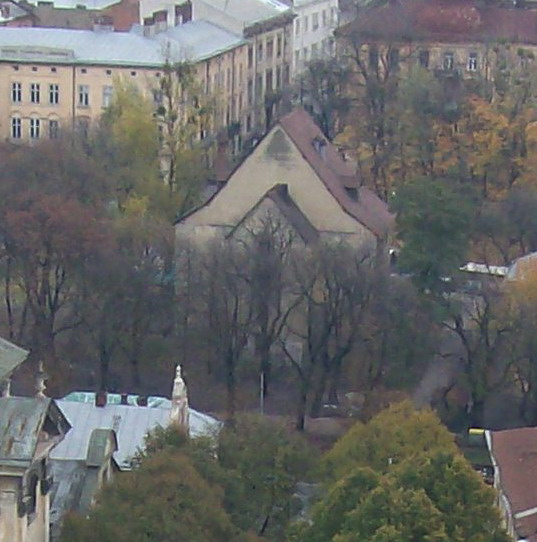
Вигляд на Порохову вежу з ратуші
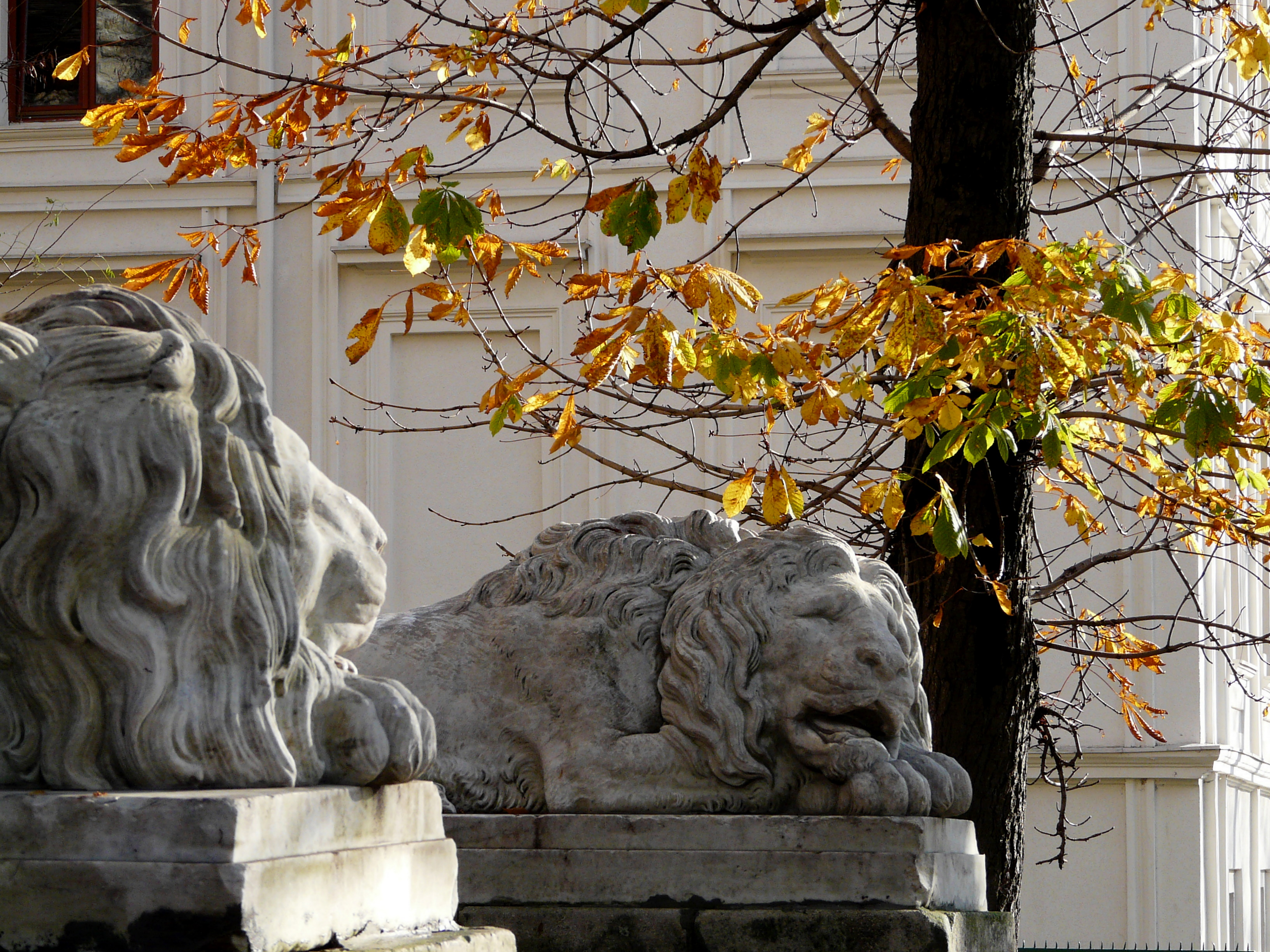
Леви при вході до Порохової вежі
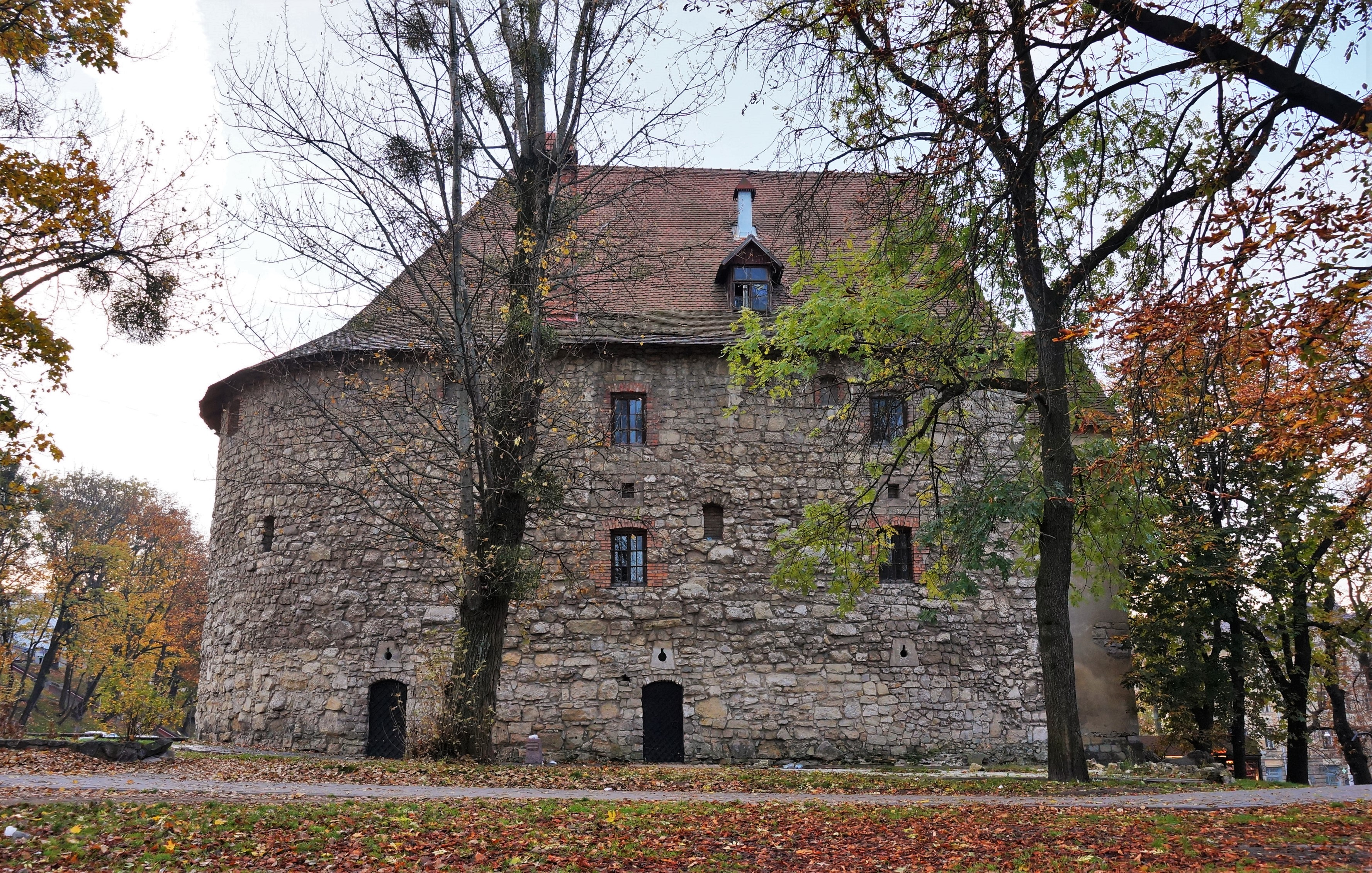
Вежа збоку
Порохова вежа — шоколадний малюнок
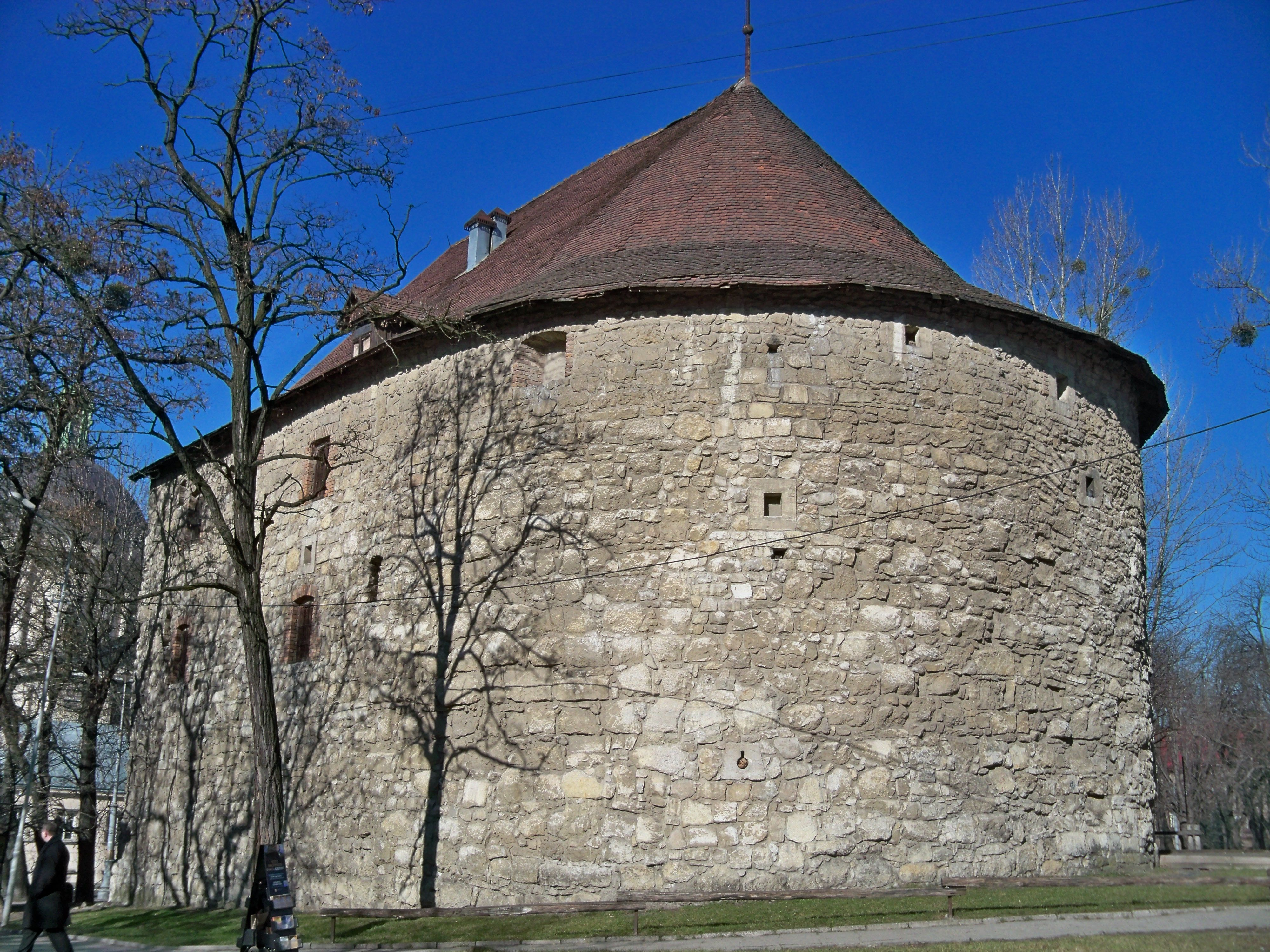
Вежа збоку